# Raymond Knops
Raymond Willem Knops (Hegelsom, 10 november 1971) is een Nederlands voormalig politicus van het Christen-Democratisch Appèl (CDA). In het kabinet-Rutte III was hij staatssecretaris van Binnenlandse Zaken en Koninkrijksrelaties en vervangend minister van Binnenlandse Zaken en Koninkrijksrelaties. Van 2005 tot 2017 en van 2021 tot 2023, met meerdere tussenpozen, was hij lid van de Tweede Kamer.

## Biografie

### Opleiding en gemeenteraadslid
Knops volgde de officiersopleiding aan de Koninklijke Militaire Academie te Breda en studeerde vervolgens bestuurskunde aan de Erasmus Universiteit Rotterdam. Hij was in de periode tevens actief in de jongerenorganisatie van het CDA, het CDJA, en was tot 2001 werkzaam als beroepsofficier bij de Koninklijke Luchtmacht. Hij was achtereenvolgens Tactical Officer bij de Geleide Wapens en plaatsvervangend commandant van het Cadettensquadron. In maart 1998 werd hij met voorkeurstemmen gekozen in de gemeenteraad van Horst, waar hij een jaar later wethouder werd. Hij was onder meer belast met economische zaken, agribusiness en recreatie en toerisme, en was tevens locoburgemeester. In 2000 werd Knops lijsttrekker en behaalde het CDA de absolute meerderheid in de gemeenteraad. Tussentijds werd Knops als actief reservist in de rang van luitenant-kolonel tussen november 2004 tot en met februari 2005 uitgezonden naar Irak. Hij was daar betrokken bij CIMIC-projecten (Civiel-Militaire Samenwerking) op het gebied van irrigatie, brandstof en energie.

### Lid Tweede Kamer
Op 11 oktober 2005 kwam Knops in de Tweede Kamer, als opvolger van Hubert Bruls. Hij hield zich in het parlement onder meer bezig met Verkeer en Waterstaat. Bij de Tweede Kamerverkiezingen 2006 stond hij te laag op de kandidatenlijst van zijn partij om herkozen te worden, maar nadat een aantal Kamerleden van zijn partij toetrad tot het kabinet-Balkenende IV kon hij op 1 maart 2007 alsnog benoemd worden.
Knops stond in 2010 wederom op de kandidatenlijst voor de Tweede Kamerverkiezingen en zou met zijn 23e plaats net herkozen zijn, ware het niet dat Sabine Uitslag dankzij voorkeurstemmen hem passeerde. Uiteindelijk kwam hij op 7 september 2010 alsnog in de Kamer na het vertrek van Ab Klink. Hij hield zich in deze periode bezig met Defensie, Immigratie en Asiel.
Bij de Tweede Kamerverkiezingen van 2012 stond hij op de vierde plaats op de kandidatenlijst, wat voldoende was om rechtstreeks gekozen te worden. Hij werd tevens gekozen tot fractiesecretaris van de CDA-Tweede Kamerfractie en kreeg de woordvoerderschappen voor Defensie en Buitenlandse zaken.
Knops was van 2011-2014 voorzitter van de Kamercommissie Europese Zaken en was lid van de Tijdelijke Commissie Huizenprijzen, die in 2012 en 2013 een parlementair onderzoek uitvoerde naar de kostenontwikkeling en de prijsvorming op de huizenmarkt. Tevens was hij sinds september 2012 lid van het Presidium van de Tweede Kamer. Van maart 2016 tot oktober 2017 was hij tweede ondervoorzitter van de Tweede Kamer.
Bij de Tweede Kamerverkiezingen van 2021 werd Knops met een vijfde plaats op de CDA-lijst opnieuw verkozen voor de Tweede Kamer. Op 2 februari 2023 verliet Knops de Tweede Kamer om voorzitter te worden van Stichting Nederlandse Industrie voor Defensie en Veiligheid (NIDV).

### Kabinet
Van 26 oktober 2017 tot 1 november 2019 was Knops staatssecretaris van Binnenlandse Zaken en Koninkrijksrelaties in het Kabinet-Rutte III. Zijn portefeuille bevatte Koninkrijksrelaties, Rijksvastgoedbedrijf en grensoverschrijdende samenwerking, ICT en identiteitsgegevens. Toen Kajsa Ollongren om gezondheidsredenen tijdelijk terugtrad als minister van Binnenlandse Zaken en Koninkrijksrelaties, was Knops van 1 november 2019 tot 14 april 2020 minister. Daarna werd hij weer staatssecretaris op datzelfde departement.
Twee belangrijke dossiers in zijn portefeuille waren de renovatie van het Binnenhof en hervormingen op de Caribische eilanden. Knops keerde niet terug in het kabinet-Rutte IV en werd per 10 januari 2022 eervol ontslagen als staatssecretaris.

## Persoonlijk
Knops is gehuwd en woonachtig in het Limburgse Hegelsom. Hij is rooms-katholiek.
In 2020 publiceerden NRC Handelsblad en De Limburger over een gronddeal uit 2010, waarbij Knops onrechtmatig voor tienduizenden euro's werd bevoordeeld. De grond werd verkocht door een onderneming van de Provincie Limburg en geleid door oud-gedeputeerden. Knops ontkende bevoordeeld te zijn. In mei 2021 eiste hij bij de rechter een schadevergoeding bij de dagbladen. In hoger beroep werden de kranten in 2024 volledig in het gelijk gesteld.
- Parlement.com: vh4j1e2wvdfq